# السداد (حرض)

تعديل مصدري - تعديل

السداد هي إحدى قرى عزلة العتنة بمديرية حرض التابعة لمحافظة حجة، بلغ تعداد سكانها 1031 نسمة حسب تعداد اليمن لعام 2004.

## المحلات التابعة للقرية
قرية الدريش تقع في الجهة الشماليه وعدد سكانها حوالي 400 نسمه